# Estación de Victoria Kent
Victoria Kent es un apeadero subterráneo situado junto a la barriada de Nuevo San Andrés 1, del distrito Carretera de Cádiz en la ciudad española de Málaga, comunidad autónoma de Andalucía. Presta servicio las líneas C-1 y C-2, facilitando el trasbordo entre estas líneas procedentes de Fuengirola y Álora, respectivamente.
Estas instalaciones fueron inauguradas el 13 de junio de 2009 sustituyendo al apeadero de San Andrés tras el soterramiento de las líneas de ancho ibérico en la entrada a Málaga desde la Ronda Oeste hasta la Estación de Málaga-María Zambrano. Se comunica con la barriada de Nuevo San Andrés 1 y con el Recinto Ferial Cortijo de Torres en dos edificios de acceso desde ambos extremos del andén. 
Pese a existir dos edificios, solo se encuentra en funcionamiento el de Nuevo San Andrés. Los accesos que comunicaban ambos edificios están cerrados al paso. El edificio que comunica con el Cortijo de Torres también se encuentra cerrado, con evidentes signos de actos vandálicos y falta de mantenimiento.  
Los accesos a la estación desde la calle no se encuentran adecuadamente adaptados al paso.

## Situación ferroviaria
Se encuentra en la línea férrea de ancho ibérico Málaga-Fuengirola, pk. 2,1.

## La estación
Está diseñada como estación pasante compuesta por dos edificios-apeaderos, situados en los extremos de los andenes, con una superficie total de 3160 metros cuadrados y unidos por una marquesina gigante. La edificación consta de tres plantas: una a cota de andenes, de 360 metros cuadrados; otra como planta baja a cota de vestíbulo, de 1800 metros y una planta primera de 1000 metros cuadrados. Cuenta con ascensores y escaleras mecánicas para facilitar su accesibilidad. Su nombre se debe a la abogada y política malagueña Victoria Kent.

## Servicios ferroviarios

### Cercanías
Forma parte de las líneas C-1 y C-2, de Cercanías Málaga. 

### Media Distancia
Por la estación también efectua parada un tren diario por sentido de media distancia que circula entre Málaga María Zambrano y Ronda.
Conexiones autobús :
Correspondencia con Línea 1 (parque Sur- San Andrés) EMT Málaga y Línea 20:(Alegría la Huerta - Los Prados) EMT Málaga.